# Маера
Маера (итал. Maierà) је насеље у Италији у округу Козенца, региону Калабрија.
Према процени из 2011. у насељу је живело 234 становника. Насеље се налази на надморској висини од 329 м.

## Становништво
Према резултатима пописа становништва 2011. у општини је живело 1.231 становника.
| 1951. | 1961. | 1971. | 1981. | 1991. | 2001. | 2011. |
| ----- | ----- | ----- | ----- | ----- | ----- | ----- |
| 2.097 | 1.976 | 1.637 | 1.550 | 1.359 | 1.333 | 1.231 |